# Wladimir Naumowitsch Gribow
Wladimir Naumowitsch Gribow (russisch Владимир Наумович Грибов, wiss. Transliteration Vladimir Naumovič Gribov, im Englischen zitiert als Vladimir Gribov; * 25. März 1930 in Leningrad; † 13. August 1997 in Budapest) war ein führender russischer theoretischer Physiker, der sich mit Hochenergiephysik und Quantenfeldtheorie (QFT) beschäftigte.

## Leben
Gribow schloss sein Studium in Leningrad 1952 ab, fand als Jude zunächst keine Anstellung an der Universität und war danach zwei Jahre Lehrer an einer Abendschule. 1954 war er am Joffe-Institut (damals Physikalisch-Technisches Institut, PTI) in Leningrad, wo er bald de facto (wenn auch nicht offiziell) die theoretische Abteilung leitete. Ab Ende der 1950er Jahre nahm er an den berühmten wöchentlichen Seminaren von Lew Landau in Moskau teil, wo er auch Isaak Pomerantschuk traf, mit dem er sich eng befreundete und mit dem er zusammenarbeitete. 1971 wurde die Theorieabteilung des PTI, an dem Gribow war, Teil des Instituts für Kernphysik (LNPI) in Gattschina bei Leningrad. In Leningrad führte er ein weithin in der Sowjetunion (und auch international) bekanntes Seminar über Quantenfeldtheorie und Elementarteilchenphysik, er selbst durfte aber über Jahrzehnte nicht ins Ausland reisen. Er war zwar kein offener Dissident, war aber als unabhängiger und kritischer Geist bekannt. Ab 1980 war er Professor am Landau-Institut für Theoretische Physik in Moskau und ab den 1990er Jahren gleichzeitig Wissenschaftsrat am Zentralinstitut für Physikalische Forschung der Akademie der Wissenschaften Ungarns. Außerdem war er u. a. Ende der 1990er Jahre Gastprofessor am Institut für Kernphysik der Universität Bonn.
1991 erhielt er den Sakurai-Preis, er erhielt den Alexander von Humboldt-Preis und gewann (als erster) 1971 den Landau-Preis der Sowjetischen Akademie der Wissenschaften. Er war Mitglied der American Academy of Arts and Sciences, der Ungarischen Akademie der Wissenschaften und korrespondierendes Mitglied der Russischen Akademie der Wissenschaften.
Er war zweimal verheiratet und hatte einen Sohn Lenja Gribow, der ein aufstrebender theoretischer Physiker war aber bei einem Bergunfall im Pamir-Gebirge ums Leben kam, was Gribow schwer traf. In zweiter Ehe war er mit der Ungarin Julia Nyiri verheiratet.
Ihm zu Ehren vergibt die Europäische Physikalische Gesellschaft seit 2001 die Gribov Medal.

## Werk
Gribow nahm in Kreisen der theoretischen Physik in der Sowjetunion aufgrund seiner allseits bewunderten physikalischen Intuition eine herausragende Stellung ein, vergleichbar mit der Landaus in den 1950er Jahren und der der ebenfalls mit dem Landau-Seminar verbundenen Physiker Arkadi Migdal und Pomerantschuk. Er war der Gründer einer einflussreichen Schule theoretischer Elementarteilchenphysiker in Leningrad.
Ende der 1950er Jahre entwickelte er mit Pomerantschuk (nach dem es benannt ist) das Pomeron-Konzept in der Theorie der starken Wechselwirkung, ein hypothetisches neutrales Teilchen, das das Hochenergieverhalten der Streuquerschnitte erklären soll. In den 1960er Jahren war er einer der führenden Wissenschaftler in der damals viel untersuchten Regge-Theorie, baute diese zu einer Feldtheorie aus (Reggeon Calculus, ab 1968) und schuf gleichzeitig Verbindungen zu Quantenfeldtheorien. Diese Untersuchungen zum Hochenergieverhalten der starken Wechselwirkungen wurden jedoch ab etwa 1973 durch die Erfolge der Quantenchromodynamik (QCD) ins Abseits gedrängt, die sich im Bereich kurzer Abstände („Asymptotische Freiheit“) als störungstheoretisch gut zugänglich erwies. Gribow untersuchte aber in den 1970er Jahren weiterhin nichtstörungstheoretische Aspekte nichtabelscher Eichtheorien (Yang-Mills-Theorie). Er fand dort eine Struktur im Raum der Eichfreiheitsgrade, die auch bei lorentzkovarianter Eichfixierung bestand (Gribov Copies, 1977). Er war einer der ersten, die Instantonen als Tunnellösungen topologisch verschiedener Vakuumzustände in Eichtheorien interpretierten, unabhängig von Gerardus ’t Hooft und etwa zur gleichen Zeit. Nach Seldowitsch nahm er auch die Hawking-Strahlung in Diskussionen mit diesem lange vor Hawking vorweg – Seldowitsch glaubte ihm damals allerdings nicht. Ende der 1960er Jahre entwickelte Gribow unabhängig von Richard Feynman das Parton-Bild für tiefinelastische Streuung an Hadronen. Mit Lew Lipatow entwickelte er 1971 eine einflussreiche Theorie logarithmischer Korrekturen in der tiefinelastischen Elektron-Streuung an Hadronen und von Hochenergie-Experimenten mit Elektron-Positron-Vernichtung aus Evolutionsgleichungen für die Strukturfunktionen (Quark-Gluon Verteilungsfunktionen) der Hadronen, die eine der Grundlagen der störungstheoretischen Quantenchromodynamik (QCD) wurden (DGLAP-Gleichungen). Mit Alexander Migdal untersuchte er 1968 das Skalierungsverhalten bei Phasenübergängen mit Ideen aus der Quantenfeldtheorie. Ein Schwerpunkt seines Interesses in späteren Jahren waren Confinement-Mechanismen in nichtabelschen Eichtheorien, wobei er die Ansicht vertrat, das diese nicht wie vielfach vermutet durch Instanton- oder Monopol-Lösungen der klassischen Versionen der nichtabelschen Eichtheorien erklärbar wäre, er führte sie vielmehr auf einen ähnlichen Abschirm-Mechanismus zurück, der auch in der Quantenelektrodynamik zu einer oberen Grenze für die Kernladung führt: Eine höhere Ladung erzeugt dort superkritische Felder mit spontaner Vakuumpolarisation (Erzeugung von Elektron-Positron-Paaren), aus der die Kernladung abgebaut wird. Zahlreiche theoretische Konzepte sind nach Gribov benannt (u. a. Froissart-Gribov Darstellung in der Regge-Theorie).
Nach dem Überwechseln ans Landau Institut in Moskau war er trotz seines Rufs relativ isoliert, da er weiter eigenen Ideen zum Quark-Confinement folgte (seinem Hauptarbeitsgebiet seit Mitte der 1970er Jahre) und den in den 1980er Jahren aktuellen Ideen der Stringtheorie und integrabler (zweidimensionaler) Feldtheorien reserviert gegenüberstand. Statt in Moskau organisierte er Anfang der 1980er Jahre Seminare in Odessa.

## Schriften
- Strong interactions of hadrons at high energies. Cambridge University Press, 2008 (Vorlesungen von Gribov aus den 1970er Jahren)
- The theory of complex angular momentum. Cambridge University Press, 2003 (Vorlesungen Gribows von 1969)
- Orsay Lectures on Confinement. Teil 1, 1992, arxiv:hep-ph/9403218; Teil 2, arxiv:hep-ph/9404332; Teil 3, arxiv:hep-ph/9905285
- QCD at large and short distances, 1998, letzte Arbeiten zum Confinement Problem, arxiv:hep-ph/9807224; und Theory of quark confinement, 1999, zweiter Teil der Arbeiten, ebenfalls posthum; arxiv:hep-ph/9902279
- Space-Time Description of the hadron interaction at high energies. 8. Petersburger Winterschule, 1973, arxiv:hep-ph/0006158
- J. Nyiri (Hrsg.): The Gribov theory of quark confinement. In: World Scientific, 2001 (Reprints von Gribov, Vorwort A. Vainshtein)